# 堀江山城
堀江山城（ほりえやまじょう）は、栃木県矢板市大字館の川小字北久保にあった日本の城（山城）。平安末期築城、文禄4年（1595年）2月8日廃城。別称として堀江城、根小屋城。

## 歴代城主
堀江氏(源姓塩谷氏)時代
- 堀江頼純 - 堀江山城築城
- 堀江惟純
- 堀江惟頼
- 堀江正義
- 堀江朝義

重興塩谷氏時代
- 岡本大隅 - 天正7年(1579年)正月28日及び2月5日付の書状が残る岡本大隅守道家
- 岡本備前 - 沢村城代岡本備前守か?
- 岡本清五郎 - 岡本正親の嫡男岡本清四郎か?

※城主は、塩谷孝綱の家臣として文献に残る順で記したもので、年代順ではない可能性が高い。

## 概要
矢板市の館の川にある堀江山に城郭遺構が残る堀江山城は、平安末期、塩谷郡を支配した堀江氏（源姓塩谷氏）によって城が築かれる。しかし、堀江山の西側に南北に走る東北自動車道を挟んで「根古屋」の字名が残っており、ここが東西南を山に囲まれ北に開けている馬蹄形の地形であることや、その近辺から礎石として用いられたであろう石なども見つかっていることから、元々は、そこに築かれた館城で、後に堀江山に詰め城的な城郭が築かれたものと考えられている。
堀江朝義の時代、朝義に子がなかったことから、宇都宮氏より塩谷朝業を養子として迎えた。この朝業は、より大規模な支配拠点を構築するため、堀江山城の北約500mの尾根続きの場所に川崎城を築き、堀江山城は塩谷氏の居城から支城となった。
ただし塩谷氏の居城として堀江山城がどう使用されたかは諸説ある。この堀江山城と御前原城が塩谷氏の居城とされるためである。『下野風土記』（佐藤行哉校訂、1958年）では「境林村の堀江氏旧城」として堀江山城のみを川崎城の前の居城とみなす。軍記物の『堀江軍記』・『堀江物語絵巻』も同様である。一方、『栃木県史 通史編3』は堀江氏時代に触れず、塩谷氏居城を御前原城とする。また『塩谷朝業』は、堀江氏時代までは御前原城が居城で、朝業が継いだ後に堀江山城そして川崎城を築いたとみる。しかし数年足らずの居城変遷には疑問が残るとする。
『矢板市史』では「下野風土記」の示す堀江山を城郭とするも見張り所や砦ともみられるとし、居城は御前原城とする。『ふるさと矢板のあゆみ』は、御前原城に当初簡易な居館を築いた堀江氏が、居城として堀江山に築城し、5代の居館としたのではと推測している。そして川崎城築城の際には、御前原城を拡張し平時の居館として再び利用したとする。
さらに『歌人 塩谷朝業』では、朝業が継いだ頃の居館として御前原城・堀江山城を併記する。
堀江氏、藤姓塩谷氏、重興塩谷氏時代を通じて堀江山城に関する事績は少ないが、川崎城の南を守る外郭城として機能したと思われ、重興塩谷氏城代として岡本大隅、備前、清五郎の名が残る。これは「根小屋城代」として伝わるものだが、「根小屋城」の名を山田城とする見解もある。これは、歴代山田城主は山田氏とする通説とは異なる記述の「塩谷家臣録」の解釈でみられる。山本上総ほか6名を「根小屋城代」と記載し、山田城代とみなしている。
堀江山城は、川崎城が廃城となるとともに廃されたものと考えられている。

## 愛宕神社・建徳寺
堀江山城の主郭(頂上)には、かつて、城の廃城後に建てられた愛宕神社が明治30年代まで存在したが、現在は、鳥居の残骸などを残すのみで、近くの神社に合祀されてしまっている。また、北側の堀切には、建徳寺という寺があったが現在は無住寺となり、本尊を祭る簡素なお堂と墓地が残るのみとなっている。ただ、ここには堀江山城に関係するであろう多数の五輪塔が残っている。